# ©оюз Писателей
«©оюз Писателей» («©П»; читается «Союз писателей», «Эс-Пэ»; не имеет отношения к официальным Союзам писателей Украины и России) — украинский русскоязычный литературно-художественный журнал.

## История
Основан в Харькове в 2000 году группой литераторов, связанных с московским проектом «Вавилон». Редакторами журнала стали Константин Беляев, Андрей Краснящих и Юрий Цаплин.
Распространялся в Украине и в России. С 2010 года — участник литературного интернет-проекта «Журнальный зал».
Последний по времени 17-й номер журнала был выпущен в 2018 году, однако о закрытии издания официально не сообщалось. 
В журнале публиковались стихи, рассказы, повести, романы, эссе, пьесы, мемуары, литературоведческие статьи, переводы, репродукции работ современных украинских художников и фотографов. В числе авторов — поэты и прозаики Анастасия Афанасьева, Николай Байтов, Василий Голованов, Дмитрий Данилов, Олег Дарк, Сергей Жадан, Ольга Зондберг, Александр Иличевский, Владимир Козлов, Дмитрий Лазуткин, Андрей Левкин, Юрий Милославский, Александр Мильштейн, Валерий Нугатов, Андрей Поляков, Илья Риссенберг, Арсений Ровинский, Андрей Сен-Сеньков, Мария Степанова, Яна Токарева, Алексей Цветков-младший, Наталия Черных и другие известные украинские и российские писатели.

## Отзывы
Русская поэтесса и литературный критик Галина Ермошина охарактеризовала «©оюз Писателей» как «журнал молодых и ироничных авторов, не ставящих своей целью ни учить, ни декларировать, ни проповедовать» не стремится шокировать общественность, провозглашать какие-либо декларации или заниматься проповедью.
Русская поэтесса и критик Любовь Турбина отметила авангардный стиль издания, качественный подбор текстов молодого поколения авторов и стирание границ между поэзией и прозой, подчеркнув, что журнал достиг уровня московских изданий и стал важным явлением в харьковской литературе.
Украинский поэт и музыкант Сергей Жадан назвал журнал «чрезвычайно симпатичным» и увидел в нём высокую репрезентативность по отношению к культурной ситуации 2000-х годов: «именно по выпускам их журнала и можно будет хотя бы приблизительно понять, что же здесь с нами всеми происходило».